# Ódélarab írás
Az ódélarab írás a protosínai írásból az i. e. 9. század környékén kialakult sémi írástipus. A dél-arábiai ódélarab nyelvek lejegyzése mellett az ókori Dʿmt királyságban használt proto-ge'ez (vagy proto-ethiosémi) írás lejegyzésére is használatos volt, s ez a modern etióp írás őse. Két fajtája ismert, a monumentális (musznad) és a kurzív (zabur).

## A betűk
Úgynevezett abdzsad típusú, azaz csak mássalhangzókat jelölő írás, 29 mássalhangzójellel, magánhangzókat nem tartalmaz. Olvasása jobbról balra történik. Az egyes betűknek nincs önálló ódélarab elnevezése (legalábbis ezidáig nem ismert), ezért vagy a héber vagy az arab vagy az etióp elnevezéseket használják rájuk (többnyire vegyesen). A betűk sorrendje mind az arabtól, mind a hébertől eltér, a kezdőbetűkből alkotott betűszóval úgynevezett „halhame”. A betűket szokás formailag is csoportosítani.

## Monumentális ódélarab írás
A musznad-nak (المُسند) is nevezett, jellegzetesen széles, szögletes írást a szabái, katabáni, máini és hadramauti királyságokban használták monumentális, illetve dedikációs feliratok lejegyzésére. Legkorábbi emlékei nagyjából egyszerre jelennek meg Eritreában (Akkele Guzaj, i. e. 9. század), valamint Babilóniáben és Jemenben (i. e. 8. század). Ekkor még az írást az eléggé változatos írásirány (balról jobbra, jobbról balra, vagy busztrofedon) jellemzi.
Végső formája körülbelül az i. e. 5. századra alakult ki, használata körülbelül az i. sz. 7. századig tartott, amikor átadta helyét az arab írásnak. Ez alatt az idő alatt az ódélarab mellett számos, az írás különböző variánsaival írt óészakarab felirat is keletkezett.
Etiópiában ez az írás fejlődött tovább a ma ismert ge'ez írássá, ami eredetileg csak ezeket a jeleket tartalmazta, később azonban mellékjelekkel kiegészülve, illetve bizonyos betűmódosításokkal szótagírássá vált. Ma számos etiópiai nyelv (amhara, tigrinya, tigré), valamint egyéb sémi, kusita és nílo-szaharai nyelv lejegyzésére is szolgál.
| Az epigrafikus ódélarab ábécé (musznad) | Az epigrafikus ódélarab ábécé (musznad) | Az epigrafikus ódélarab ábécé (musznad) | Az epigrafikus ódélarab ábécé (musznad) | Az epigrafikus ódélarab ábécé (musznad) | Az epigrafikus ódélarab ábécé (musznad) | Az epigrafikus ódélarab ábécé (musznad) | Az epigrafikus ódélarab ábécé (musznad) | Az epigrafikus ódélarab ábécé (musznad) | Az epigrafikus ódélarab ábécé (musznad) | Az epigrafikus ódélarab ábécé (musznad) | Az epigrafikus ódélarab ábécé (musznad) | Az epigrafikus ódélarab ábécé (musznad) | Az epigrafikus ódélarab ábécé (musznad) | Az epigrafikus ódélarab ábécé (musznad) | Az epigrafikus ódélarab ábécé (musznad) | Az epigrafikus ódélarab ábécé (musznad) | Az epigrafikus ódélarab ábécé (musznad) | Az epigrafikus ódélarab ábécé (musznad) | Az epigrafikus ódélarab ábécé (musznad) | Az epigrafikus ódélarab ábécé (musznad) | Az epigrafikus ódélarab ábécé (musznad) | Az epigrafikus ódélarab ábécé (musznad) | Az epigrafikus ódélarab ábécé (musznad) | Az epigrafikus ódélarab ábécé (musznad) | Az epigrafikus ódélarab ábécé (musznad) | Az epigrafikus ódélarab ábécé (musznad) | Az epigrafikus ódélarab ábécé (musznad) | Az epigrafikus ódélarab ábécé (musznad) | Az epigrafikus ódélarab ábécé (musznad) | Az epigrafikus ódélarab ábécé (musznad) | Az epigrafikus ódélarab ábécé (musznad) | Az epigrafikus ódélarab ábécé (musznad) |
| --------------------------------------- | --------------------------------------- | --------------------------------------- | --------------------------------------- | --------------------------------------- | --------------------------------------- | --------------------------------------- | --------------------------------------- | --------------------------------------- | --------------------------------------- | --------------------------------------- | --------------------------------------- | --------------------------------------- | --------------------------------------- | --------------------------------------- | --------------------------------------- | --------------------------------------- | --------------------------------------- | --------------------------------------- | --------------------------------------- | --------------------------------------- | --------------------------------------- | --------------------------------------- | --------------------------------------- | --------------------------------------- | --------------------------------------- | --------------------------------------- | --------------------------------------- | --------------------------------------- | --------------------------------------- | --------------------------------------- | --------------------------------------- | --------------------------------------- |
| héber                                   | ה                                       | ל                                       | ח                                       | מ                                       | ק                                       | ו                                       | שׁ                                       | ר                                       | ב                                       | ת                                       | שׂ                                       | כ                                       | נ                                       | 'ח                                      | ס                                       | פ                                       | א                                       | ע                                       | 'ז                                      | ג                                       | ד                                       | 'ע                                      | ט                                       | ז                                       | 'ד                                      | י                                       | 'ת                                      | צ                                       | ט'                                      |                                         |                                         |                                         |
| betű átírás IPA                         | h [h]                                   | l [l]                                   | ḥ [ħ]                                   | m [m]                                   | q [q]                                   | w [w]                                   | s2 [ɬ]                                  | r [r]                                   | b [b]                                   | t [t]                                   | s1 [s]                                  | k [k]                                   | n [n]                                   | ḫ [x]                                   | s3 [s̪]                                  | f [f]                                   | ʾ [ʔ]                                   | ʿ [ʕ]                                   | ḍ [ɬʼ]                                  | g [g]                                   | d [d]                                   | ġ [ɣ]                                   | ṭ [tʼ]                                  | z [z]                                   | ḏ [ð]                                   | y [j]                                   | ṯ [θ]                                   | ṣ [tˢʼ]                                 | ẓ [θʼ]                                  |                                         |                                         |                                         |
| föníciai                                | hé                                      | lámed                                   | het                                     | mem                                     | qóf                                     | váv                                     | sín                                     | res                                     | bét                                     | táv                                     |                                         | kaf                                     | nún                                     |                                         | számech                                 | pe                                      | álef                                    | ájin                                    |                                         | gimel                                   | dálet                                   |                                         | tet                                     | zajin                                   |                                         | jod                                     |                                         | cáde                                    |                                         |                                         |                                         |                                         |
| etióp                                   | ሀ                                       | ለ                                       | ለ                                       | መ                                       | ቀ                                       | ወ                                       | ሠ                                       | ረ                                       | በ                                       | ተ                                       |                                         | ከ                                       | ነ                                       | ኀ                                       | ሰ                                       | ፈ                                       | አ                                       | ዐ                                       | ፀ                                       | ገ                                       | ደ                                       |                                         | ጠ                                       |                                         | ዘ                                       | የ                                       |                                         | ጸ                                       |                                         |                                         |                                         |                                         |
| más átírások:                           | más átírások:                           | más átírások:                           | más átírások:                           | más átírások:                           | más átírások:                           | más átírások:                           | ś š                                     |                                         |                                         |                                         | š s                                     |                                         |                                         |                                         | s ś                                     |                                         |                                         |                                         |                                         |                                         |                                         |                                         |                                         |                                         |                                         |                                         |                                         |                                         |                                         |                                         |                                         |                                         |

|                 | kör   | kör   | kör   | kör   | kör     | kör    | kör   | kör   | Y     | Y     | Y     | Π     | Π     | Π      | Π     | Π     | függőleges | függőleges | függőleges | átlós | átlós  | átlós  | átlós | átlós | átlós | átlós | „doboz” | „doboz” | „doboz” |
| betű átírás IPA | ʿ [ʕ] | q [q] | y [j] | ṯ [θ] | ṣ [tˢʼ] | ẓ [θʼ] | r [r] | w [w] | h [h] | ḫ [x] | ḥ [ħ] | b [b] | ġ [ɣ] | s1 [s] | k [k] | ʾ [ʔ] | g [g]      | l [l]      | n [n]      | m [m] | s2 [ɬ] | s3 [s̪] | t [t] | z [z] | f [f] | d [d] | ḏ [ð]   | ḍ [ɬʼ]  | ṭ [tʼ]  |

## Kurzív ódélarab írás
A zabur-nak vagy (ó)délarab minuszkulának is nevezett írás a monumentális ódélarab írás kurzív változata. A mindennapi használatra szánt feljegyzések többnyire farudakra írva maradtak ránk.

## Képek
- A fotók a Jemeni Nemzeti Múzeumból valók:

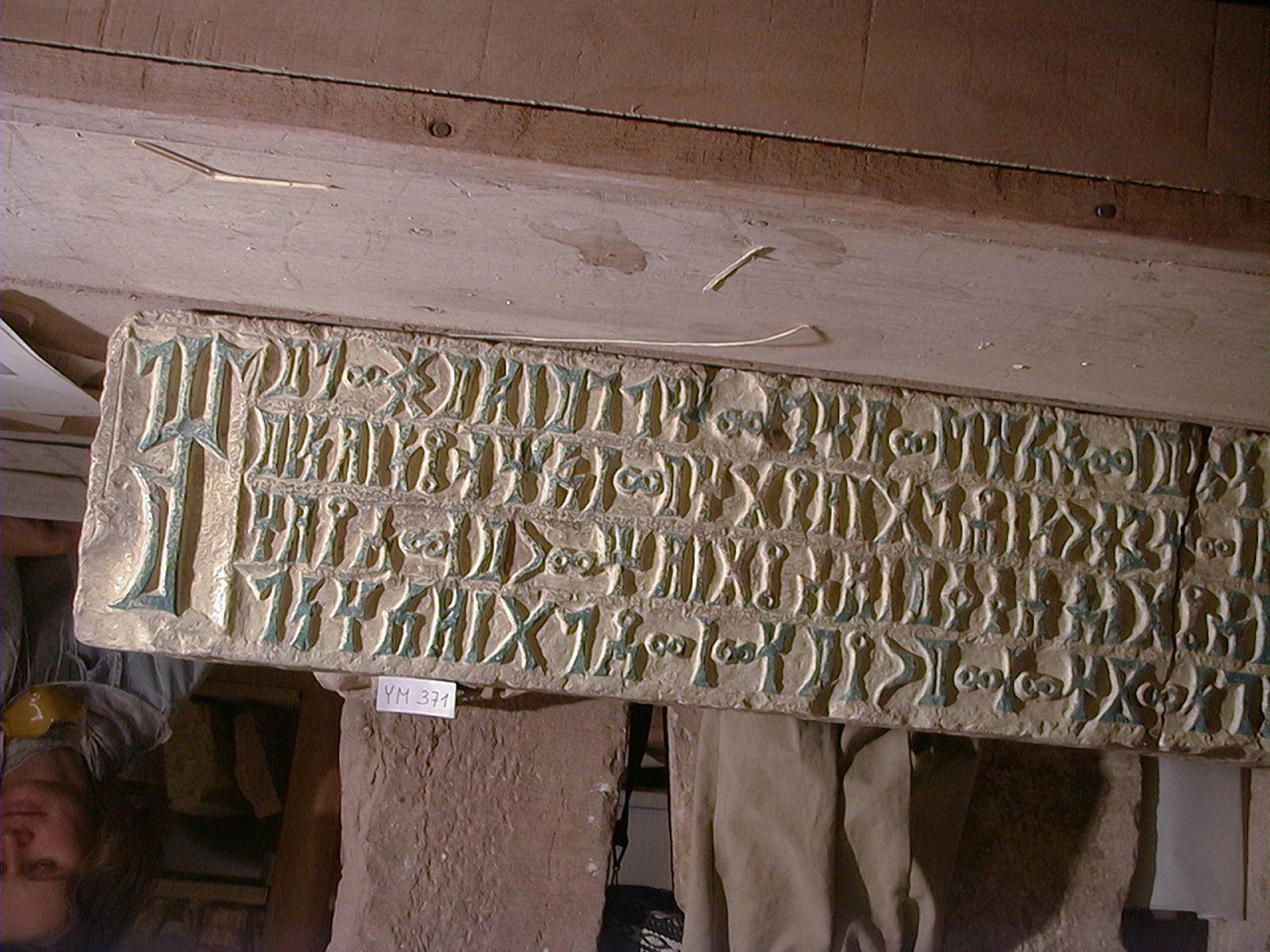
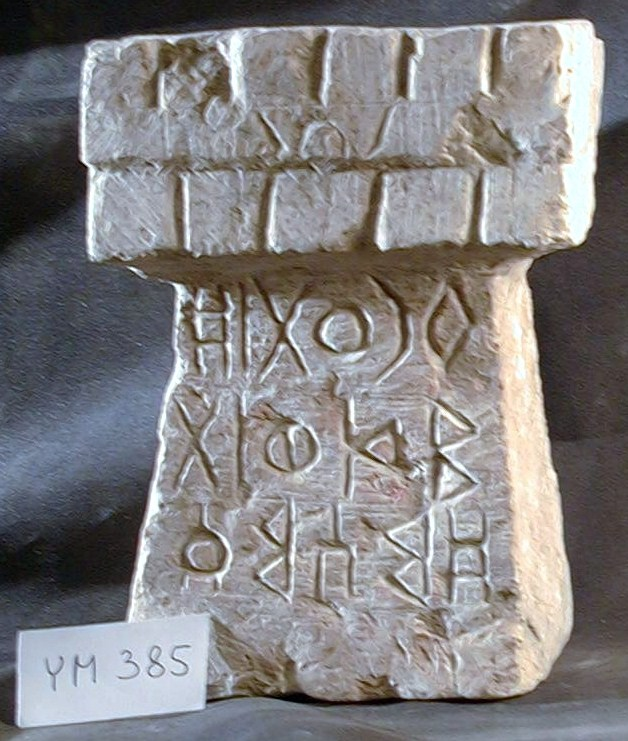
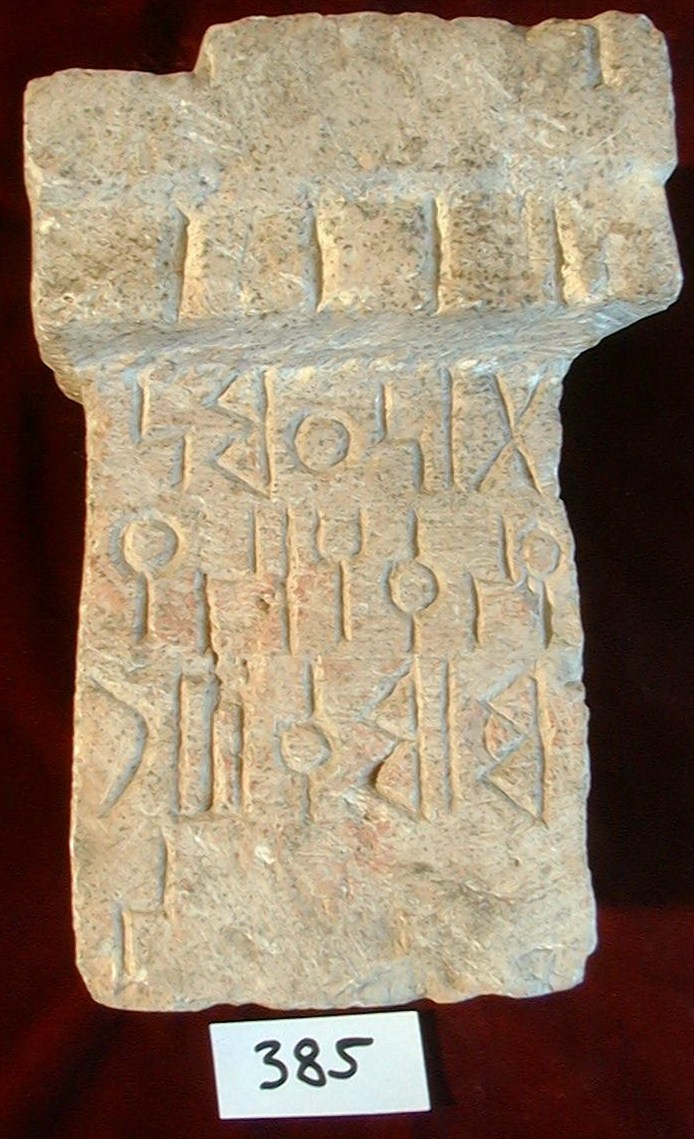
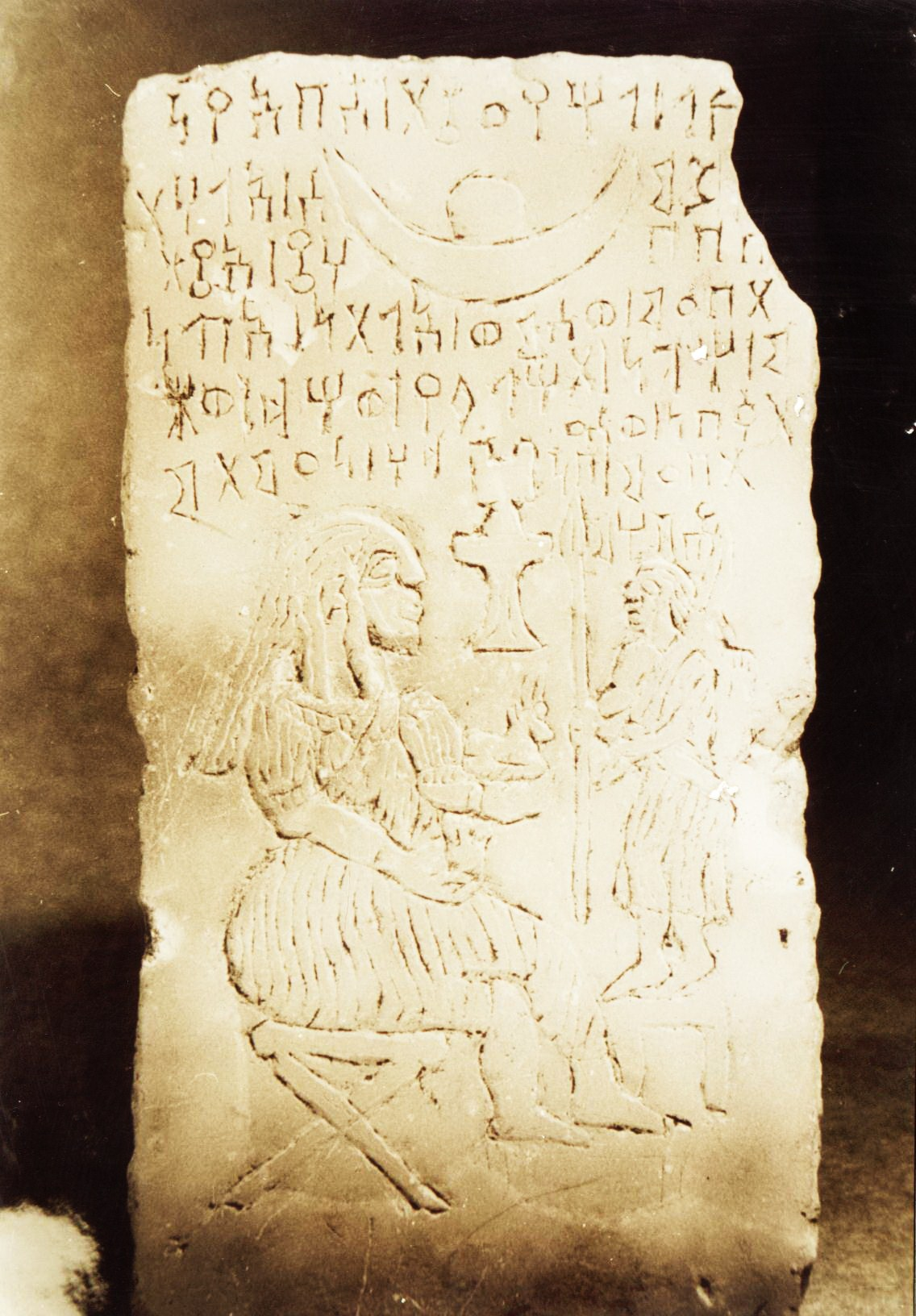
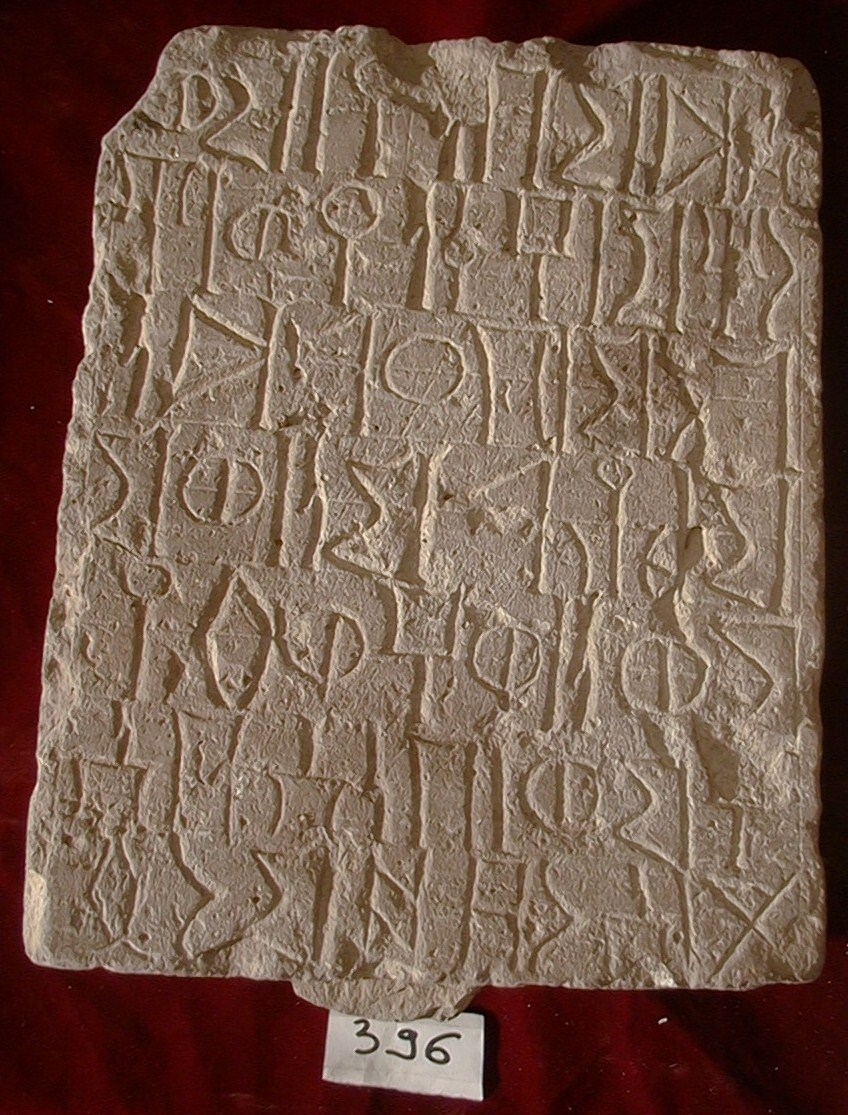
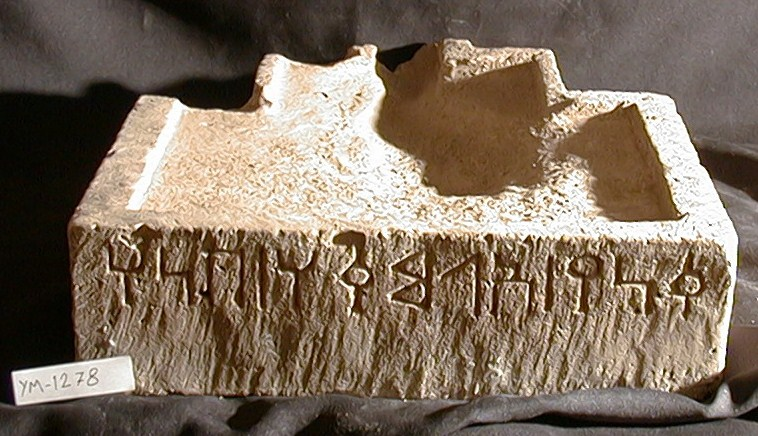
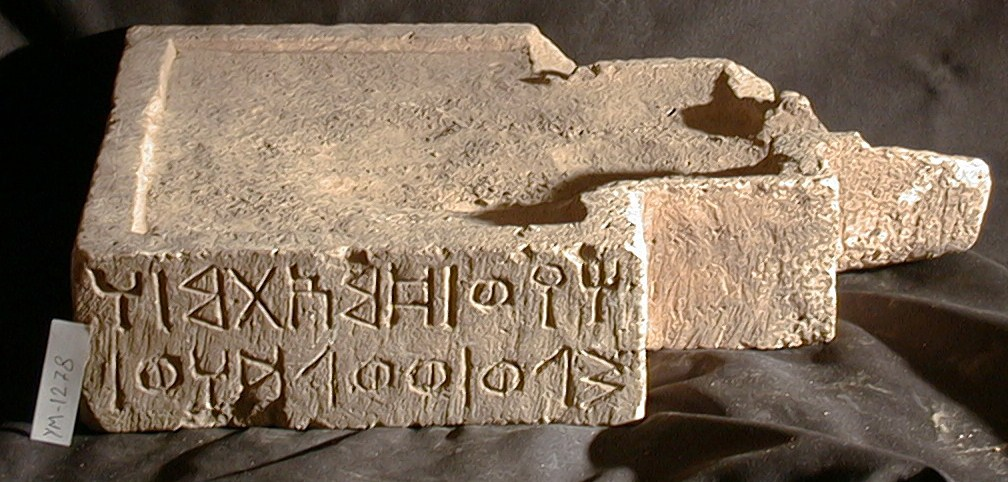
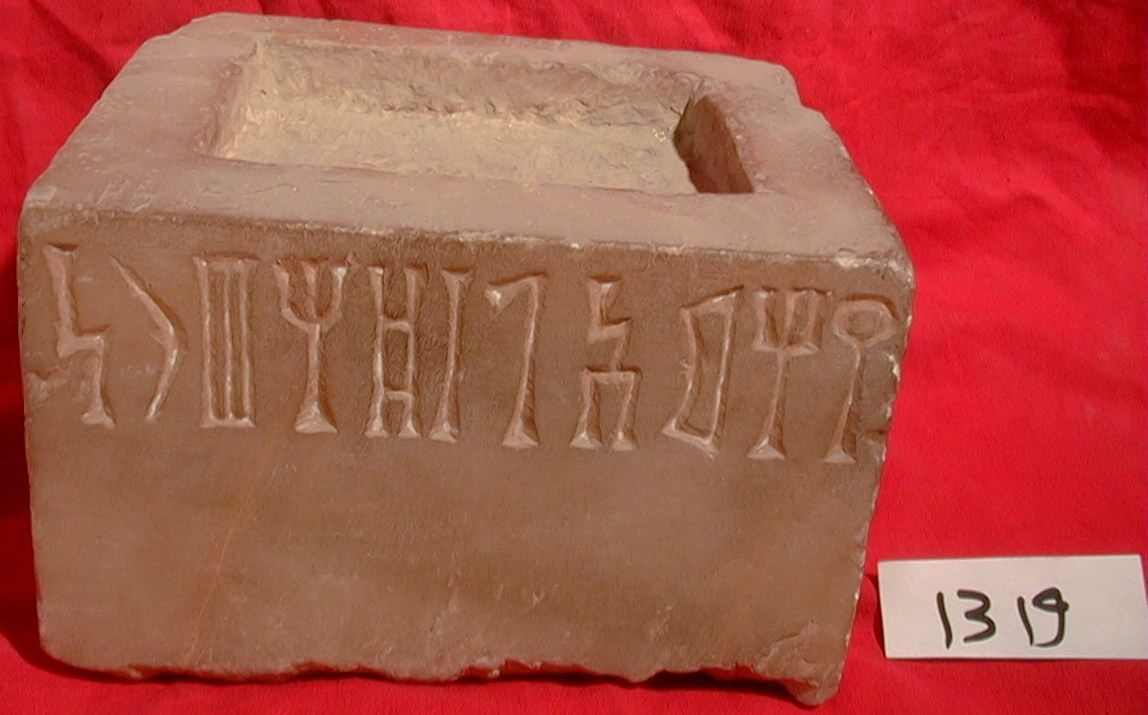
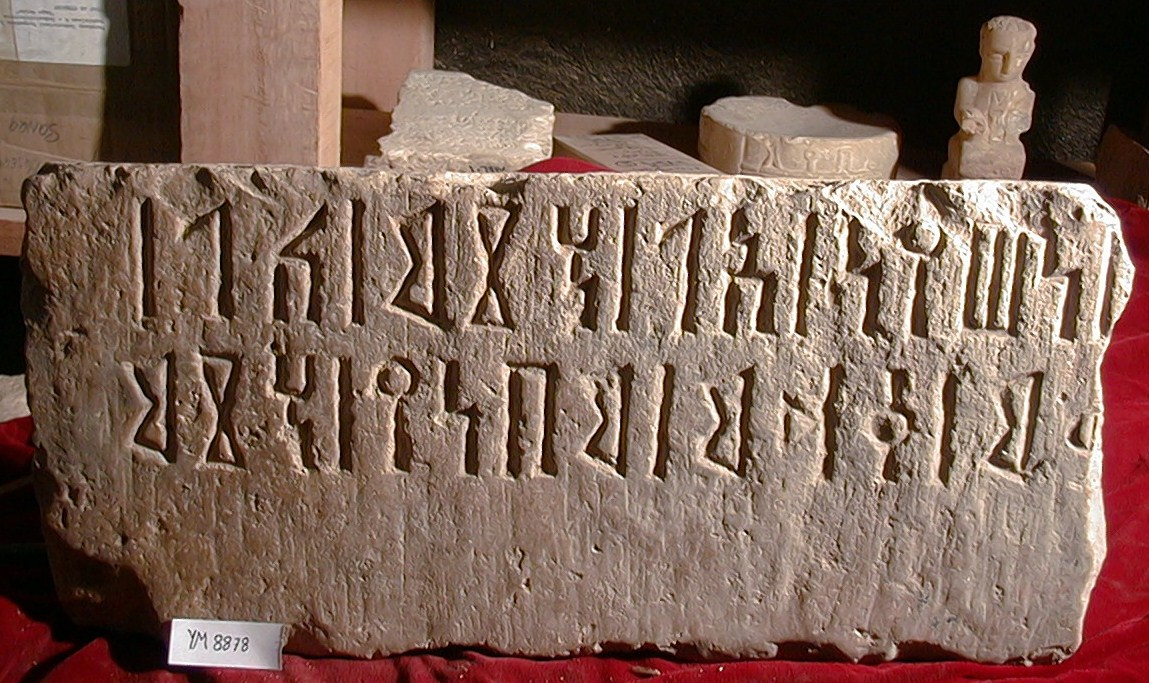
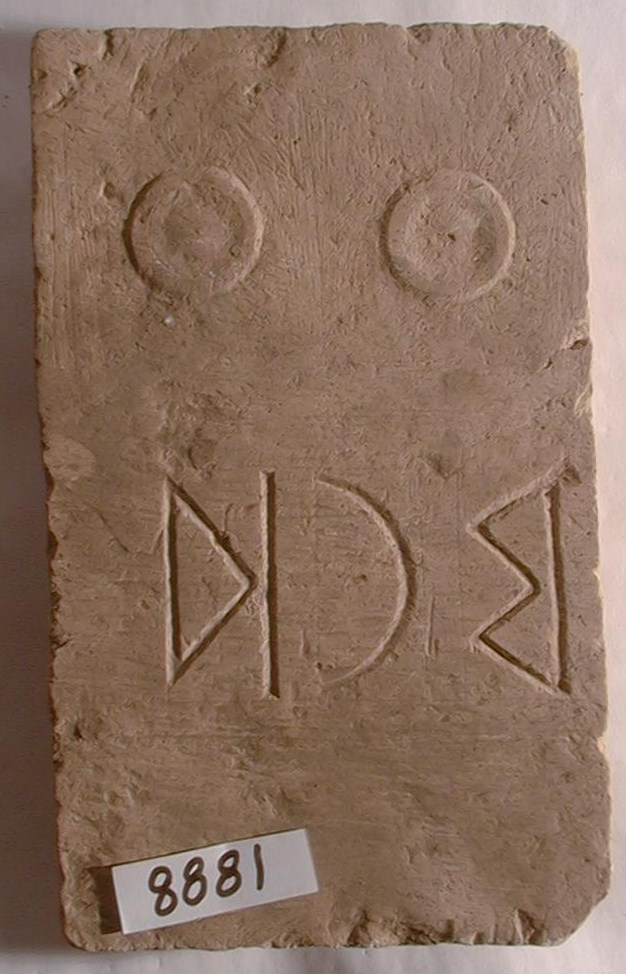
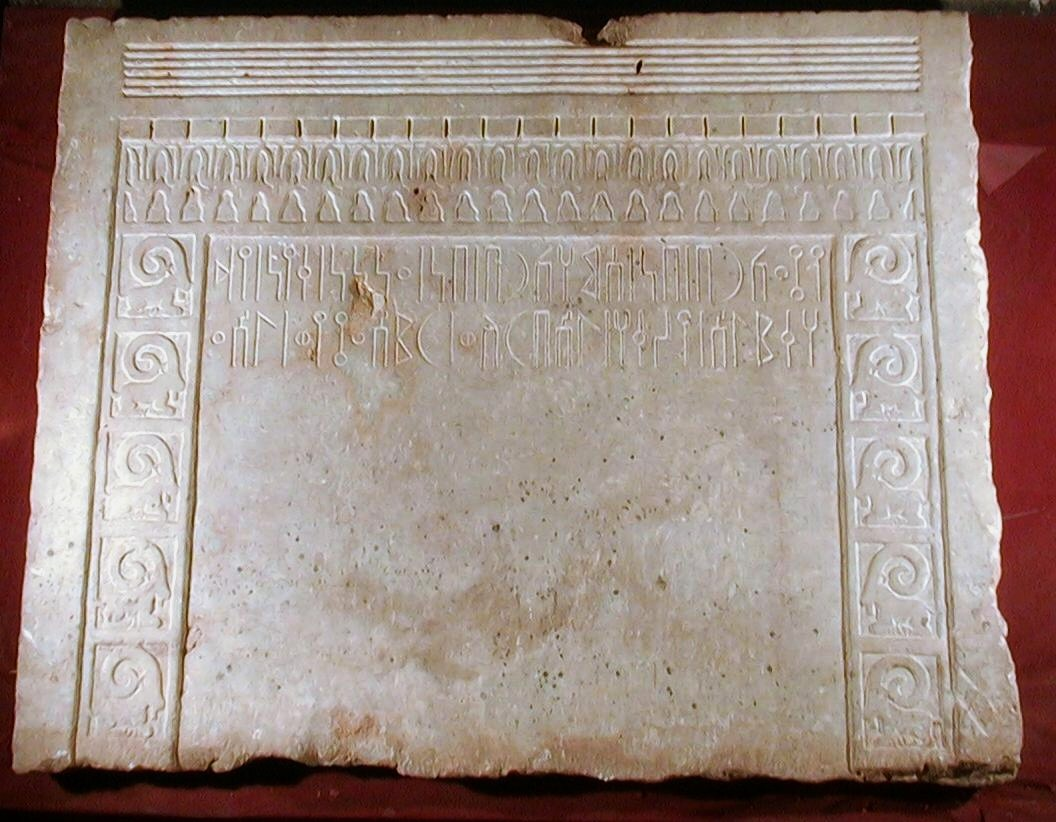
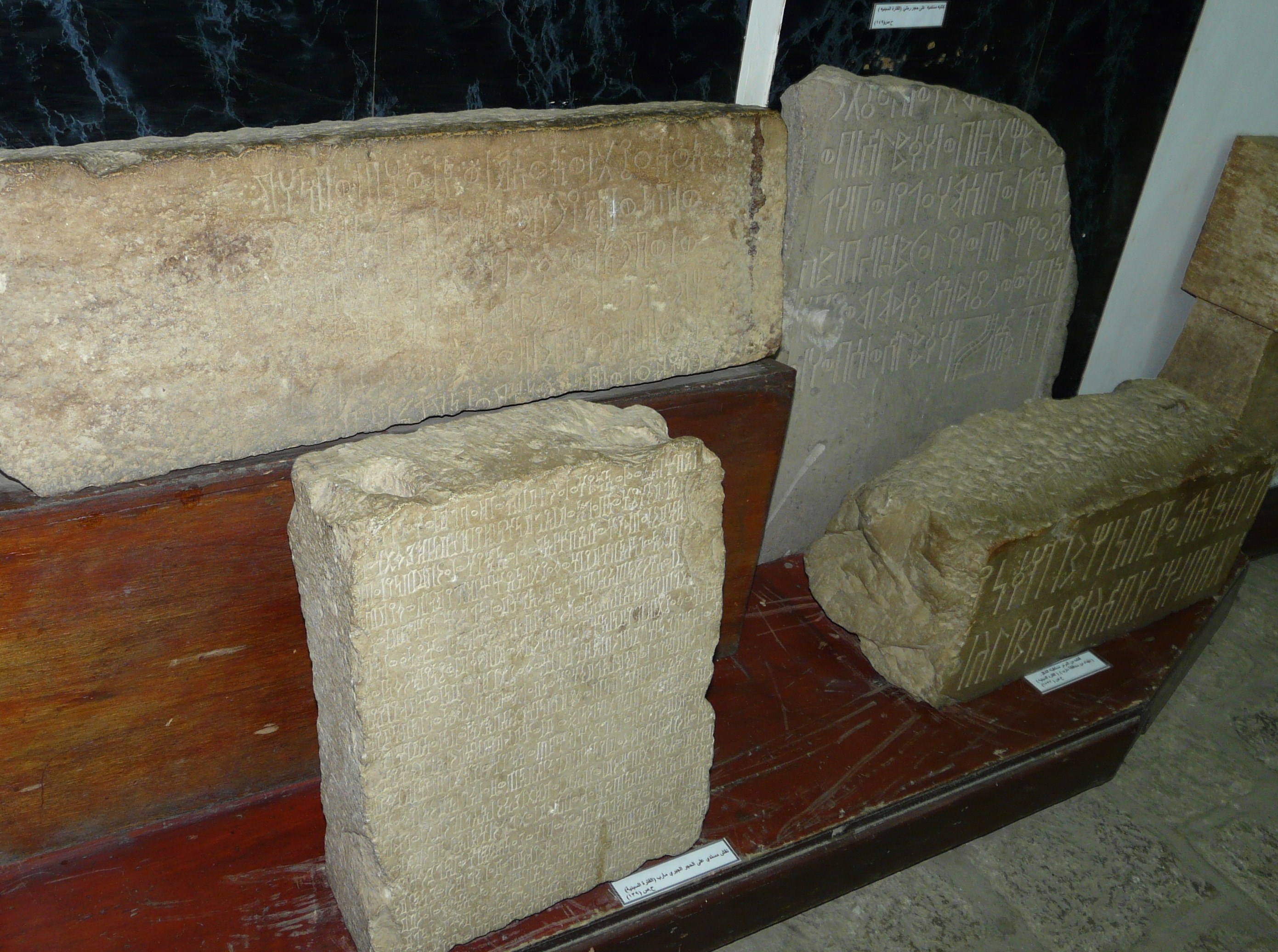
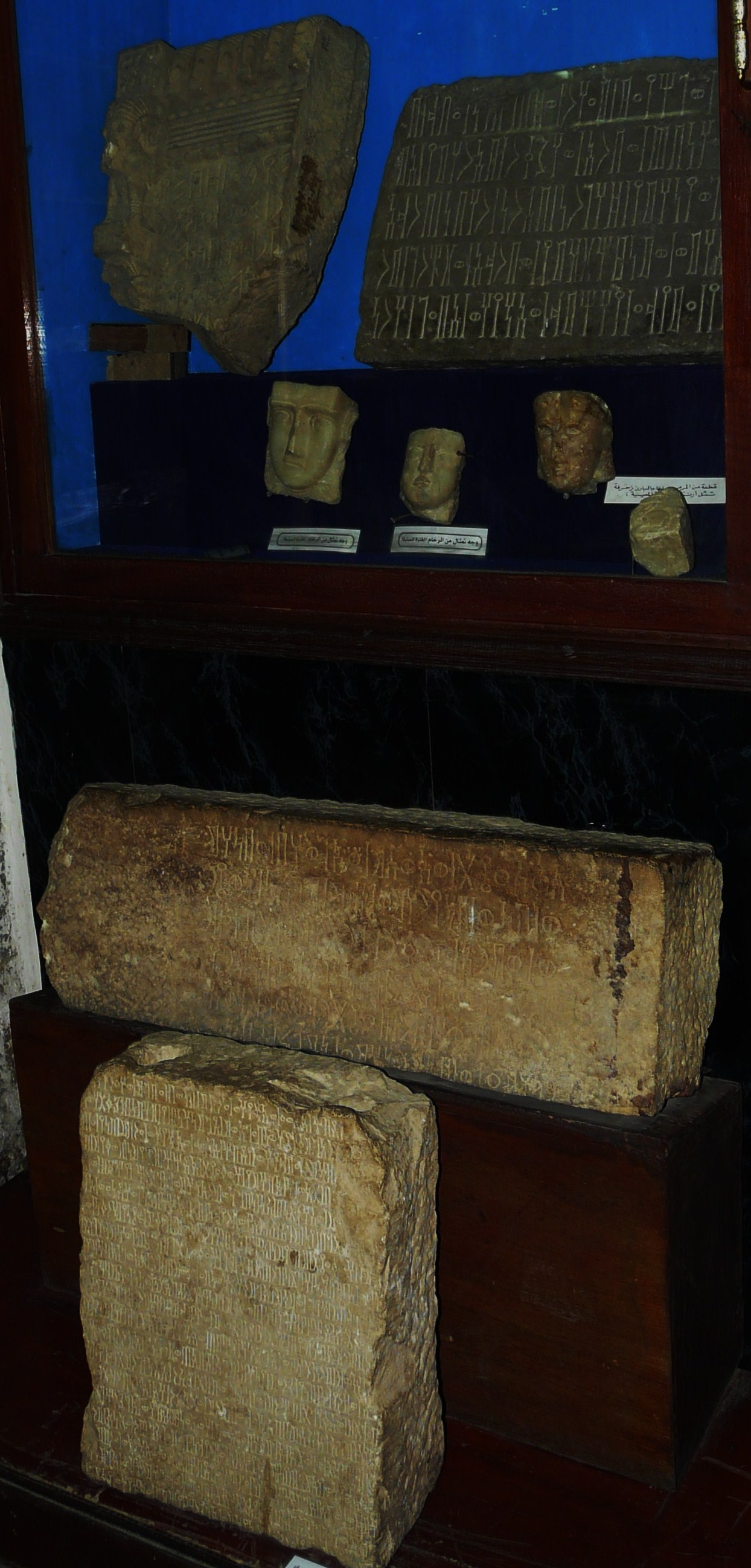
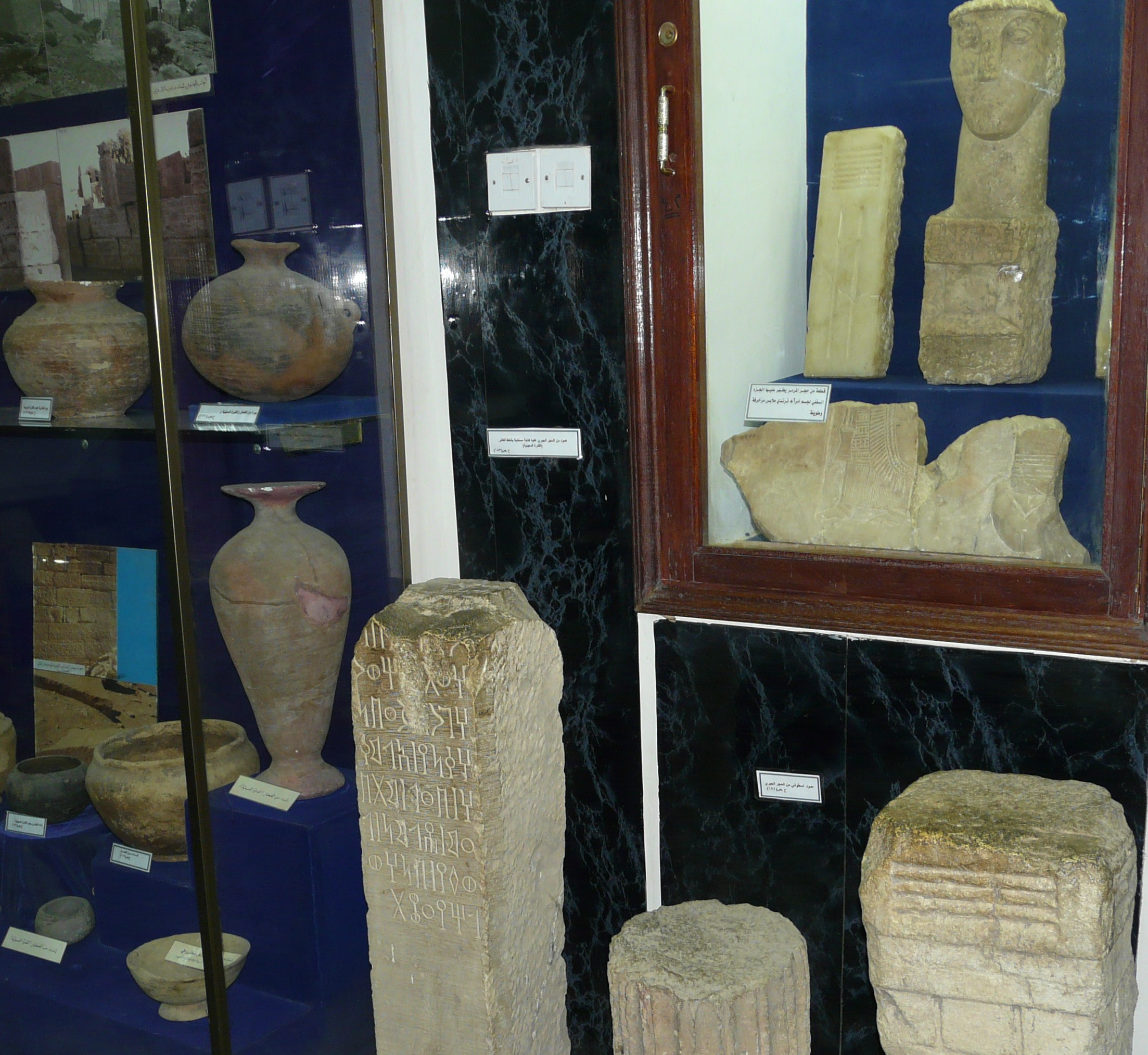